# Paragaleodes pallidus
Paragaleodes pallidus är en spindeldjursart som först beskrevs av J. Birula 1890.  Paragaleodes pallidus ingår i släktet Paragaleodes och familjen Galeodidae. Inga underarter finns listade i Catalogue of Life.